# جائزة ماليزيا الكبرى 2008
جائزة ماليزيا الكبرى 2008 (بالإنجليزية: 2008 Malaysian Grand Prix)‏ هو سباق فورمولا 1 أقيم بتاريخ 23 مارس 2008 في حلبة سيبانغ الدولية، سلاغور، ماليزيا. كان الثاني من أصل 18 في بطولة العالم لسباقات الفورمولا واحد موسم 2008. حلّ الفنلندي كيمي رايكونن أولا بينما جاء البولندي روبرت كوبيتسا في المركز الثاني وحصل على المركز الثالث الفنلندي هيكي كوفالاينين.